# Строчко, Иван Иванович
Иван Иванович Строчко (бел. Іван Іванавіч Стро́чка; 10 октября 1919, Витебская область — 17 января 2001) — командир огневого взвода 13-го истребительно-противотанкового артиллерийского полка 37-й отдельной истребительно-противотанковой артиллерийской бригады 1-го Украинского фронта, младший лейтенант. Герой Советского Союза (1944).

## Биография
Родился 10 октября 1919 года в деревне Пожарище Сенненского повета (ныне Бешенковичский район) Витебской области. Белорус. Член ВКП(б)/КПСС с 1942 года. Окончил семь классов неполной средней школы, два курса Ленинградского электротехникума. Работал электромонтёром в строительном тресте Ленинграда.
В 1939 году призван в ряды Красной Армии. В боях Великой Отечественной войны с августа 1941 года. В 1942 году окончил Ростовское артиллерийское училище. Воевал на 1-м Украинском фронте.
В августе 1944 года командир огневого взвода 13-го истребительно-противотанкового артиллерийского полка младший лейтенант И. И. Строчко в числе первых в бригаде преодолел реку Висла в районе города Сандомир. Взвод подавил огневые точки противника, участвовал в захвате плацдарма и отражении вражеских контратак. В бою заменил раненого командира батареи.
Указом Президиума Верховного Совета СССР от 23 сентября 1944 года за мужество и героизм, проявленные при форсировании Вислы и удержании плацдарма на её западном берегу, младшему лейтенанту Ивану Ивановичу Строчко присвоено звание Героя Советского Союза с вручением ордена Ленина и медали «Золотая Звезда».
В 1946 году окончил Высшую офицерскую артиллерийскую школу, в 1956 году — Военную артиллерийскую командную академию. С 1970 года полковник И. И. Строчко — в запасе. Жил в Киеве. Работал заместителем директора Киевского бюро путешествий и экскурсий. 
Скончался 17 января 2001 года. Похоронен в Киеве на Лесном кладбище.

## Награды и звания
- Медаль «Золотая Звезда»
- Орден Ленина
- Орден Красного Знамени
- Орден Отечественной войны I степени
- Два ордена Красной Звезды
- Медаль «За боевые заслуги»
- Медали

## Память
- В 2015 году в деревне Рубеж (Верхнекривинский сельсовет) Бешенковичского района Витебской области Республики Беларусь Аллее, расположенной около школы, присвоено имя Героя Советского Союза Ивана Строчки[1].
- В 2022 году имя И. И. Строчко присвоено средней школе № 1 в Бешенковичи Витебской области Республики Беларусь. На здании школы установлена мемориальная доска в честь И. И. Строчко[2][3]. Одна из экспозиций в школьном музее посвящена И. И. Строчко.
- В рамках празднования 575-летия Бешенкович около районного историко-краеведческого музея 6 августа 2022 года открыта Аллея Героев Советского Союза, уроженцев Бешенковичского района, установлены бюсты — К. А. Абазовского, М. А. Высогорца, Л. М. Доватора, И. И. Строчко, М. Н. Ткаченко[4][5].